# Ferdinand Maks Scheriau
Ferdinand Maks Scheriau (* 23. März 1918 in Naklo/Slowenien; † 13. März 2012 in Bodenwerder-Polle) war ein deutscher Hochschullehrer, Architekt, Künstler, Schriftsteller und Philosoph.

## Leben
Ferdinand Maks Scheriau, genannt Nante, wuchs im Rosental (Kärnten) auf. Aufgrund von guter Leistung wurde er 1928 zu einer Eliteschule in Liebenau (Graz) versetzt. Nachdem das Internat aus politischen Gründen geschlossen worden war, konnte er 1936 in Traiskirchen bei Wien seine Matura bestehen. Von 1937 bis 1945 studierte er Architektur an der Technischen Hochschule Karlsruhe, unterbrochen 1939 bis 1943 durch den Zweiten Weltkrieg. 1937 wurde er Mitglied der Kameradschaft Egerland (heute Burschenschaft Teutonia).
Nach einer Zeit in Österreich war er zunächst als Architekt tätig. Ab 1956 wurde er Dozent und später Professor an der Fachhochschule Hildesheim-Holzminden.
Neben seiner beruflichen Tätigkeit engagierte sich Scheriau als Architekt, Künstler, Schriftsteller und Philosoph. Seine Werke wurden mehrfach ausgestellt in Deutschland und im Ausland, sowie im Kunstkreis Holzminden, den er mitbegründete.